# Avanim
Avanim è un film del 2004 diretto da Raphaël Nadjari.